# Moldovița
Moldovița is een Roemeense gemeente in het district Suceava.
Moldovița telt 5201 inwoners.